# Heimarbeitsgesetz
Das Heimarbeitsgesetz ist ein deutsches Bundesgesetz. Es schützt Menschen, die Heimarbeit ausüben, indem es Stück- bzw. Stundenentgelte und Sonderzahlungen regelt. Das Gesetz regelt auch eine soziale Absicherung, die bei Krankheit, Kurzarbeit, Kündigung und Insolvenz in Kraft eintritt. Zudem schreibt es Mindestlöhne vor.
Die Heimarbeiter werden in der Regel nicht nach Zeit, sondern nach gefertigten Stücken bezahlt. Nach dem Heimarbeitsgesetz müssen Heimarbeiter die in Heimarbeit hergestellten Produkte nicht selbst verkaufen. Unternehmen, die sich nicht an das Heimarbeitsgesetz halten, kann die Ausgabe von Heimarbeit verboten werden.

## Begriff des Heimarbeiters
„Heimarbeiter ist, wer in selbstgewählter Arbeitsstätte (eigene Wohnung oder Betriebsstätte) allein oder mit seinen Familienangehörigen im Auftrag von Gewerbetreibenden oder Zwischenmeistern erwerbsmäßig arbeitet, jedoch die Verwertung der Arbeitsergebnisse dem unmittelbar oder mittelbar auftraggebenden Gewerbetreibenden überlässt“ (§ 2 Abs. 1 Satz 1 HAG).
„Auch qualifizierte Angestelltentätigkeiten können Heimarbeit i. S. v. § 2 Abs. 1 Satz 1 HAG sein, wenn sie unter den Bedingungen der Heimarbeit ausgeführt werden. Heimarbeit ist nicht auf gewerbliche oder diesen vergleichbare Tätigkeiten beschränkt.“ In § 2 Abs. 1 Satz 1 HAG wurde das Merkmal (klarstellend/erweiternd; str.) „gewerblich“ durch „erwerbsmäßig“ ersetzt, um auch im Gesetzestext zu verdeutlichen, dass Angestelltentätigkeiten insoweit in den Schutzbereich des Gesetzes einbezogen sind, als solche Tätigkeiten unter den Bedingungen der Heimarbeit ausgeführt werden. Entsprechend kann auch ein Softwareentwickler Heimarbeiter sein.

## Gliederung
- Erster Abschnitt: Allgemeine Vorschriften
- Zweiter Abschnitt: Zuständige Arbeitsbehörde, Heimarbeitsausschüsse
- Dritter Abschnitt: Allgemeine Schutzvorschriften
- Vierter Abschnitt: Arbeitszeitschutz
- Fünfter Abschnitt: Gefahrenschutz (Arbeitsschutz und öffentlicher Gesundheitsschutz)
- Sechster Abschnitt: Entgeltregelung
- Siebenter Abschnitt: Entgeltschutz
- Achter Abschnitt Auskunfts- und Aufklärungspflicht über Entgelte
- Neunter Abschnitt: Kündigung
- Zehnter Abschnitt: Ausgabeverbot
- Elfter Abschnitt: Straftaten und Ordnungswidrigkeiten
- Zwölfter Abschnitt: Schlussvorschriften

## Vorgeschichte

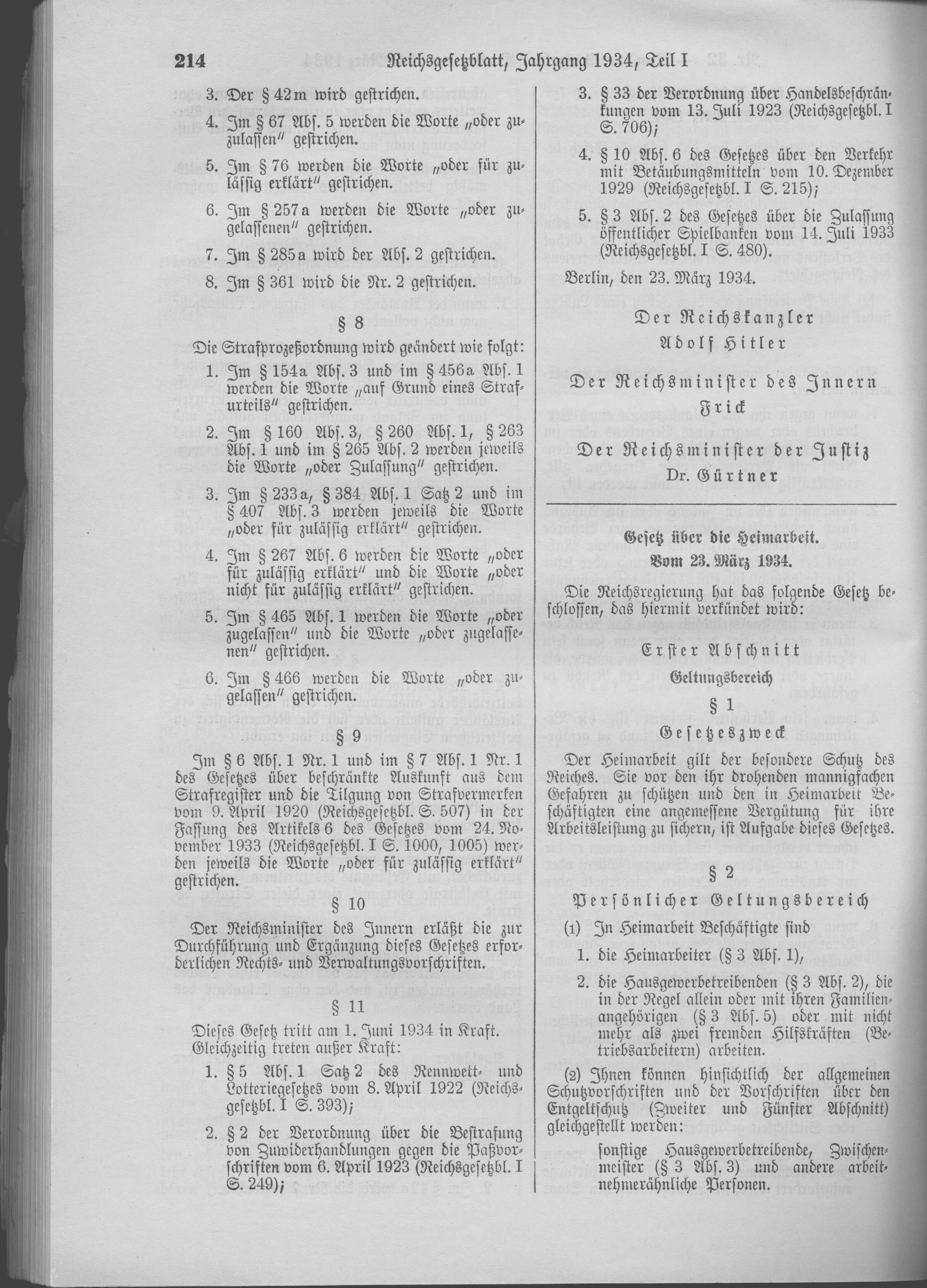
Gesetz über die Heimarbeit vom 23. März 1934

Am 20. Dezember 1911 verabschiedete der Reichstag das Hausarbeitsgesetz. Es trat am 1. April 1912 in Kraft. Es enthielt unter anderem Vorschriften über den Gesundheitsschutz und den Betriebs- und Gefahrenschutz für Heimarbeiter. Damit wurden erstmals in Deutschland Aspekte der Heimarbeit gesetzlich geregelt. Bestimmungen über den offenen Aushang von Lohnverzeichnissen und die Ausgabe von Lohnbüchern traten erst am 1. Januar 1918 in Kraft.
Das Heimarbeiterlohngesetz vom 27. Juni 1923 änderte Teile des Hausarbeitsgesetzes. Es galt ab dem 1. Juli 1923. Im Jahr 1939, kurz nach Beginn des Zweiten Weltkrieges, traten das Heimarbeitsgesetz vom 30. Oktober 1939 und eine Durchführungsverordnung dazu in Kraft.